# St. Petersburg Open 2010 - Qualificazioni singolare
Le qualificazioni del singolare  dello  St. Petersburg Open 2010 sono state un torneo di tennis preliminare per accedere alla fase finale della manifestazione. I vincitori dell'ultimo turno sono entrati di diritto nel tabellone principale. In caso di ritiro di uno o più giocatori aventi diritto a questi sono subentrati i lucky loser, ossia i giocatori che hanno perso nell'ultimo turno ma che avevano una classifica più alta rispetto agli altri partecipanti che avevano comunque perso nel turno finale.
Le qualificazioni del St. Petersburg Open  2010 prevedevano 32 partecipanti di cui 4 sono entrati nel tabellone principale.

## Teste di serie
1. Konstantin Kravčuk (Qualificato)
2. Rajeev Ram (Qualificato)
3. Ivan Serheev (ultimo turno)
4. Evgenij Donskoj (Qualificato)

1. Michail Elgin (secondo turno)
2. Noam Okun (secondo turno)
3. Ilya Belyaev (primo turno)
4. Denis Macukevič (primo turno)

## Qualificati
1. Konstantin Kravčuk
2. Rajeev Ram

1. František Čermák
2. Evgenij Donskoj

## Tabellone

### Legenda
| - Q = Qualificato - WC = Wild card - LL = Lucky loser | - ALT = Alternate - SE = Special Exempt - PR = Protected Ranking | - w/o = Walkover - r = Ritirato - d = Squalificato |

### Sezione 1
|  | Primo turno        | Primo turno        | Primo turno        | Primo turno | Primo turno |  |  | Secondo turno  | Secondo turno      | Secondo turno      | Secondo turno  | Secondo turno  |   |   | Ultimo turno | Ultimo turno       | Ultimo turno       | Ultimo turno | Ultimo turno |  |
|  |                    |                    |                    |             |             |  |  |                |                    |                    |                |                |   |   |              |                    |                    |              |              |  |
|  | 1                  | Konstantin Kravčuk | Konstantin Kravčuk | 6           | 6           |  |  |                |                    |                    |                |                |   |   |              |                    |                    |              |              |  |
|  |                    | Artem Pudovkin     | Artem Pudovkin     | 2           | 4           |  |  | 1              | Konstantin Kravčuk | Konstantin Kravčuk | 6              | 6              |   |   |              |                    |                    |              |              |  |
|  | Radu Albot         | Radu Albot         | 4                  | 7           | 6           |  |  |                | Radu Albot         | Radu Albot         | 2              | 4              |   |   |              |                    |                    |              |              |  |
|  | Andrej Vasilevskij | Andrej Vasilevskij | 6                  | 65          | 2           |  |  |                |                    |                    |                |                |   |   | 1            | Konstantin Kravčuk | Konstantin Kravčuk | 6            | 6            |  |
|  | Andrei Ciumac      | Andrei Ciumac      | Andrei Ciumac      | 6           | 6           |  |  |                |                    |                    | Deniss Pavlovs | Deniss Pavlovs | 0 | 3 |              |                    |                    |              |              |  |
|  | Andrey Yakovlev    | Andrey Yakovlev    | Andrey Yakovlev    | 1           | 2           |  |  | Andrei Ciumac  | Andrei Ciumac      | Andrei Ciumac      | 2              | 63             |   |   |              |                    |                    |              |              |  |
|  |                    | Deniss Pavlovs     | 6                  | 3           | 7           |  |  | Deniss Pavlovs | Deniss Pavlovs     | Deniss Pavlovs     | 6              | 7              |   |   |              |                    |                    |              |              |  |
|  | 7                  | Ilya Belyaev       | 2                  | 6           | 64          |  |  |                |                    |                    |                |                |   |   |              |                    |                    |              |              |  |

### Sezione 2
|  | Primo turno             | Primo turno             | Primo turno             | Primo turno | Primo turno |  |  | Secondo turno | Secondo turno           | Secondo turno   | Secondo turno           | Secondo turno |   |   | Ultimo turno | Ultimo turno | Ultimo turno | Ultimo turno | Ultimo turno |  |
|  |                         |                         |                         |             |             |  |  |               |                         |                 |                         |               |   |   |              |              |              |              |              |  |
|  | 2                       | Rajeev Ram              | Rajeev Ram              | 6           | 6           |  |  |               |                         |                 |                         |               |   |   |              |              |              |              |              |  |
|  |                         | Filip Polášek           | Filip Polášek           | 2           | 4           |  |  | 2             | Rajeev Ram              | Rajeev Ram      | 6                       | 6             |   |   |              |              |              |              |              |  |
|  | Aleksej Kedrjuk         | Aleksej Kedrjuk         | Aleksej Kedrjuk         | 6           | 7           |  |  |               | Aleksej Kedrjuk         | Aleksej Kedrjuk | 3                       | 3             |   |   |              |              |              |              |              |  |
|  | Ilia Starkov            | Ilia Starkov            | Ilia Starkov            | 2           | 5           |  |  |               |                         |                 |                         |               |   |   | 2            | Rajeev Ram   | 7            | 3            | 6            |  |
|  | Petru-Alexandru Luncanu | Petru-Alexandru Luncanu | Petru-Alexandru Luncanu | 6           | 6           |  |  |               |                         |                 | Petru-Alexandru Luncanu | 5             | 6 | 3 |              |              |              |              |              |  |
|  | Alexander Zhurbin       | Alexander Zhurbin       | Alexander Zhurbin       | 3           | 2           |  |  |               | Petru-Alexandru Luncanu | 3               | 6                       | 7             |   |   |              |              |              |              |              |  |
|  | 6                       | Noam Okun               | Noam Okun               | 6           | 6           |  |  | 6             | Noam Okun               | 6               | 2                       | 63            |   |   |              |              |              |              |              |  |
|  |                         | Dmitri Marfinsky        | Dmitri Marfinsky        | 2           | 3           |  |  |               |                         |                 |                         |               |   |   |              |              |              |              |              |  |

### Sezione 3
|  | Primo turno      | Primo turno        | Primo turno        | Primo turno | Primo turno |  |  | Secondo turno | Secondo turno    | Secondo turno | Secondo turno    | Secondo turno |   |   | Ultimo turno | Ultimo turno | Ultimo turno | Ultimo turno | Ultimo turno |  |
|  |                  |                    |                    |             |             |  |  |               |                  |               |                  |               |   |   |              |              |              |              |              |  |
|  | 3                | Ivan Serheev       | Ivan Serheev       | 6           | 6           |  |  |               |                  |               |                  |               |   |   |              |              |              |              |              |  |
|  |                  | Danila Arsenov     | Danila Arsenov     | 4           | 2           |  |  | 3             | Ivan Serheev     | Ivan Serheev  | 6                | 6             |   |   |              |              |              |              |              |  |
|  | Andrei Gorban    | Andrei Gorban      | Andrei Gorban      | 6           | 4           |  |  |               | Andrei Gorban    | Andrei Gorban | 4                | 2             |   |   |              |              |              |              |              |  |
|  | Beka Komakhidze  | Beka Komakhidze    | Beka Komakhidze    | 3           | 0r          |  |  |               |                  |               |                  |               |   |   | 3            | Ivan Serheev | 6            | 3            | 4            |  |
|  | František Čermák | František Čermák   | 3                  | 6           | 6           |  |  |               |                  |               | František Čermák | 2             | 6 | 6 |              |              |              |              |              |  |
|  | Igor Rud         | Igor Rud           | 6                  | 1           | 4           |  |  |               | František Čermák | 64            | 6                | 7             |   |   |              |              |              |              |              |  |
|  | 5                | Michail Elgin      | Michail Elgin      | 6           | 6           |  |  | 5             | Michail Elgin    | 7             | 3                | 62            |   |   |              |              |              |              |              |  |
|  |                  | Aleksandr Agafonov | Aleksandr Agafonov | 3           | 2           |  |  |               |                  |               |                  |               |   |   |              |              |              |              |              |  |

### Sezione 4
|  | Primo turno        | Primo turno        | Primo turno        | Primo turno | Primo turno |  |  | Secondo turno      | Secondo turno      | Secondo turno      | Secondo turno      | Secondo turno |   |   | Ultimo turno | Ultimo turno    | Ultimo turno | Ultimo turno | Ultimo turno |  |
|  |                    |                    |                    |             |             |  |  |                    |                    |                    |                    |               |   |   |              |                 |              |              |              |  |
|  | 4                  | Evgenij Donskoj    | Evgenij Donskoj    | 6           | 6           |  |  |                    |                    |                    |                    |               |   |   |              |                 |              |              |              |  |
|  |                    | Richard Muzaev     | Richard Muzaev     | 1           | 4           |  |  | 4                  | Evgenij Donskoj    | Evgenij Donskoj    | 6                  | 6             |   |   |              |                 |              |              |              |  |
|  | Vitali Reshetnikov | Vitali Reshetnikov | Vitali Reshetnikov | 6           | 6           |  |  |                    | Vitali Reshetnikov | Vitali Reshetnikov | 4                  | 2             |   |   |              |                 |              |              |              |  |
|  | Shalva Dzhanashia  | Shalva Dzhanashia  | Shalva Dzhanashia  | 2           | 3           |  |  |                    |                    |                    |                    |               |   |   | 4            | Evgenij Donskoj | 3            | 6            | 6            |  |
|  | Svyatoslav Knyazev | Svyatoslav Knyazev | Svyatoslav Knyazev | 6           | 6           |  |  |                    |                    |                    | Mikhail Ledovskikh | 6             | 3 | 2 |              |                 |              |              |              |  |
|  | Irakli Marutian    | Irakli Marutian    | Irakli Marutian    | 2           | 1           |  |  | Svyatoslav Knyazev | Svyatoslav Knyazev | Svyatoslav Knyazev | 2                  | 4             |   |   |              |                 |              |              |              |  |
|  |                    | Mikhail Ledovskikh | 6                  | 4           | 6           |  |  | Mikhail Ledovskikh | Mikhail Ledovskikh | Mikhail Ledovskikh | 6                  | 6             |   |   |              |                 |              |              |              |  |
|  | 8                  | Denis Macukevič    | 4                  | 6           | 4           |  |  |                    |                    |                    |                    |               |   |   |              |                 |              |              |              |  |